# 篆隸萬象名義
篆隸萬象名義（日语：／ Tenreibanshōmeigi）是9世紀前期，由空海所著的漢字字典，亦是現存最古老的日本製字典。在高山寺的藏本被指定為日本國寶。

## 概要
全30卷，以542個部首記錄近1萬6千字。卷1的開頭有「東大寺沙門大僧都空海撰」一句，因此被認為是空海所作。高山寺藏本是唯一的古抄本，在永久2年（1114年）抄寫，總共6帖，後半的2帖被認為不是由空海所作，而是由別人補作而成。後來的版本是在近世以後，複寫高山寺本而成。
在各字的部份，上段以篆書寫出，下面則以楷書寫出，並有簡單説明，不過以篆書寫成的只有一部。文字配列與顧野王所著的《玉篇》相同，而文字説明亦是節略《玉篇》的內容（山田孝雄在《典籍説稿》中指出其中亦有獨創的説明）。《玉篇》原本中有大量引用，以及有「野王案」等作者意見，而《篆隸萬象名義》則將其省略。因此，並無日本獨創部份，因為《玉篇》原本已經佚失，而《篆隸萬象名義》與《玉篇》原本的內容極相近，因此成為《玉篇》原本的唯一資料。此外，作為漢字字形資料，亦非常貴重。
《篆隸萬象名義》抄本在幕末時期被大量發行，於是廣為學者所知。中國清末時期，在日本收集失傳古書的楊守敬亦有購入《篆隸萬象名義》抄本，並記述其內容，於是為中國學者所知。
《篆隸萬象名義》以反切記錄各字的發音，因為被認為《玉篇》原本的反切基本一致，河野六郎和周祖謨以書中的反切，考據出6世紀中期南朝的標準發音。

## 外部連結
- 高山寺について 国宝・重要文化財 │世界遺産 栂尾山 高山寺 公式ホームページ｜篆隷万象名義 Tenreibanshomeigi （页面存档备份，存于）